# Franska gemenskapen i Belgien
Franska gemenskapen i Belgien (franska: Communauté française de Belgique) är en av Belgiens tre federala gemenskaper. Gemenskapernas uppgift är, vid sidan av de tre federala regionerna Bryssel, Vallonien och Flandern,  att tillvarata intressena för de i landet tre erkända språkgrupperna franska, flamländska och tyska.
Regering och parlament för den franska gemenskapen har sitt säte i Bryssel. Området omfattar större delen av Vallonien med de delar om inte täcks av Tyskspråkiga gemenskapens område  med Eupen som huvudort, samt Bryssel.

## Gemenskapskommissionen i Bryssel
I Bryssel delar man ansvar med den Flamländska gemenskapen. Den regionala franska representationen där sköts genom Franska gemenskapskommissionen och samarbetet med den flamländska motsvarigheten i Flamländska gemenskapskommissionen sker genom ett samordnat organ kallat Gemensamma gemenskapskommissionen. Gemenskapskommissionen i Bryssel ansvarar inför Bryssels franskspråkiga parlament.